# Jakob Sotriffer

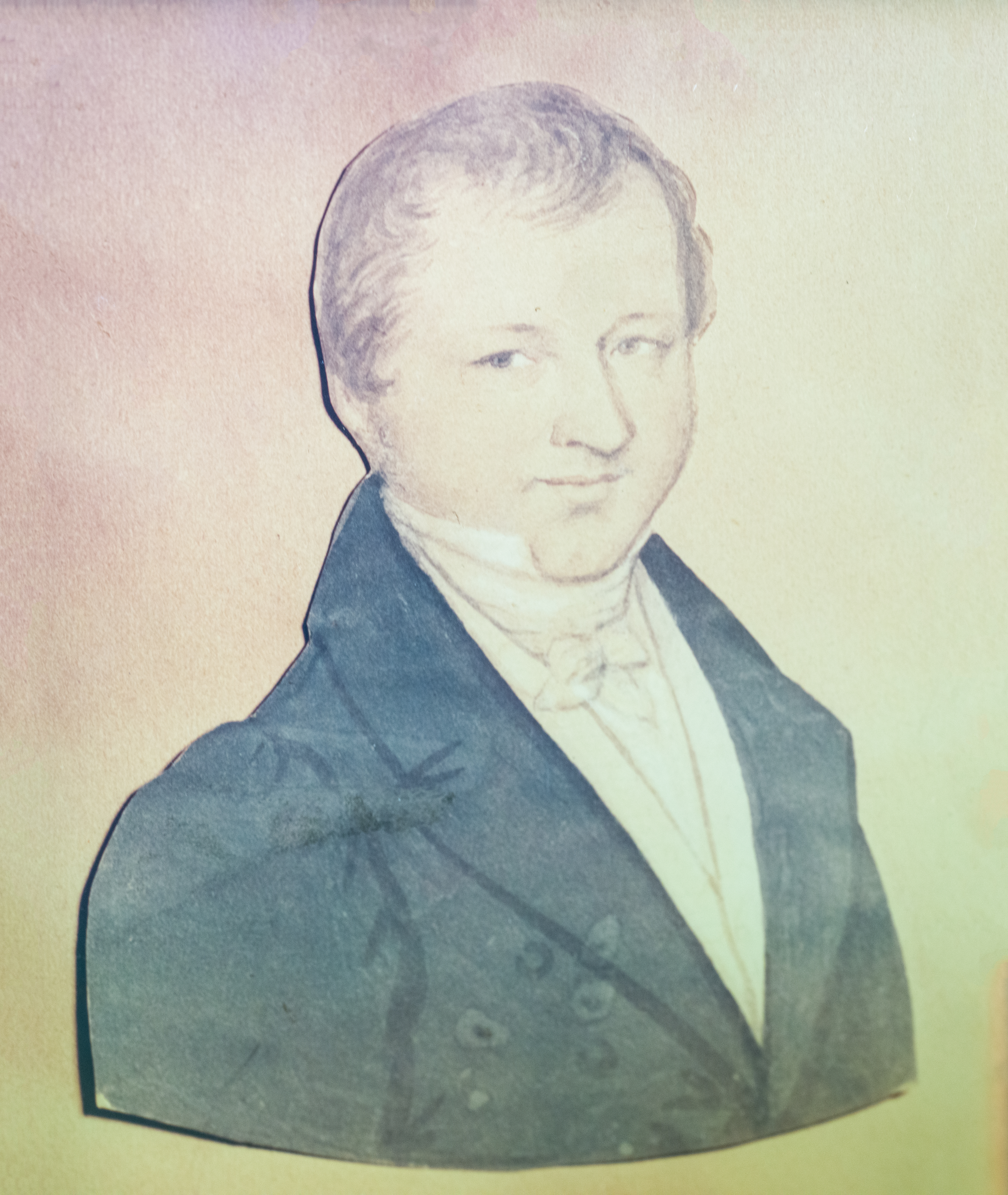
Porträt des Jakob Sotriffer

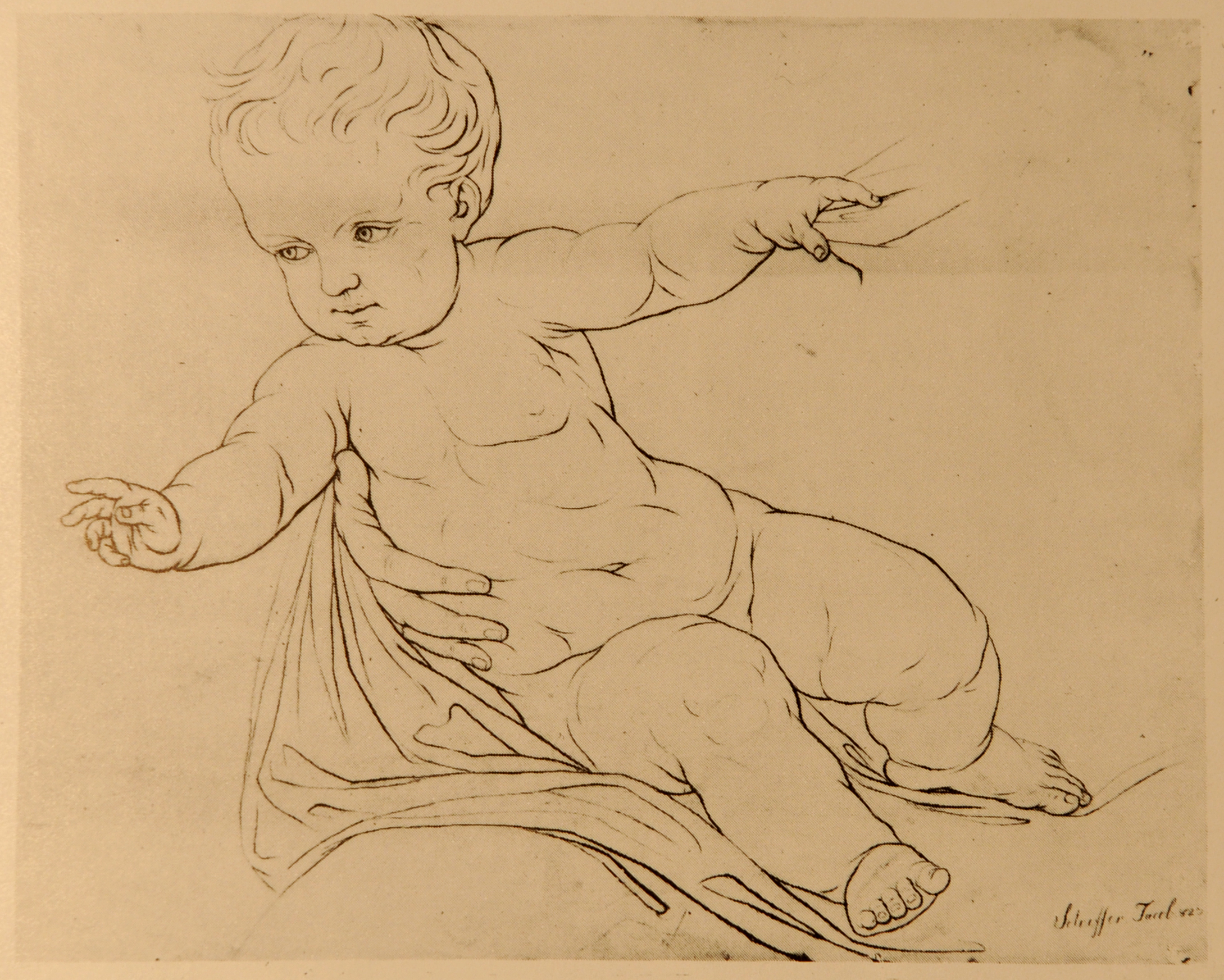
Zeichnung des Jakob Sotriffer im Museum Gherdëina aus seinen Lehrjahren in Wien

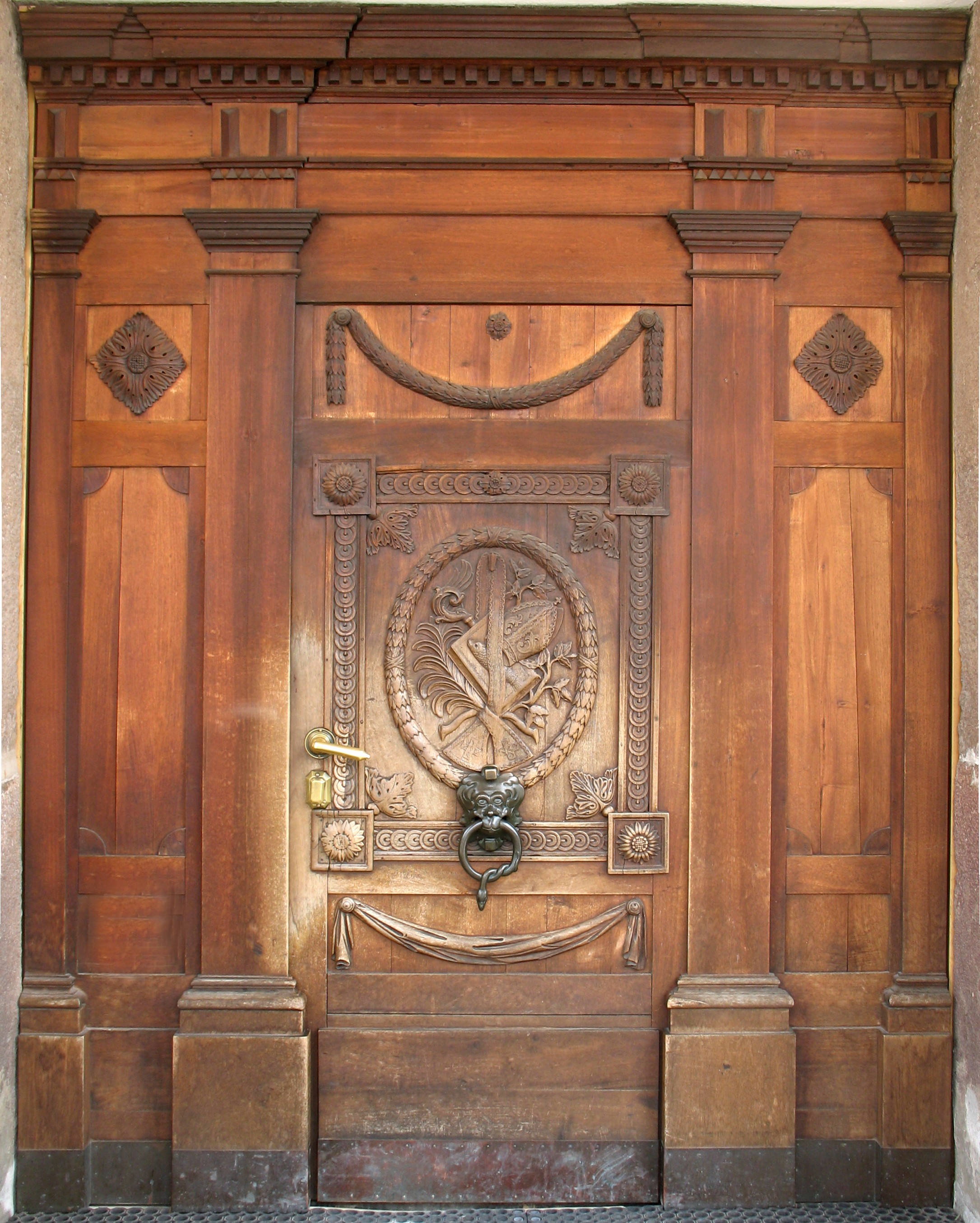
Portal der Pfarrkirche St. Ulrich des Jakob Sotriffer

Jakob Sotriffer (* 30. Januar 1796 in St. Ulrich in Gröden; † 28. April 1856 ebenda) war ein Südtiroler Bildhauer. Er war  der erste Lehrer der Zeichenschule in St. Ulrich.

## Leben
Jakob wurde von seinem Vater "guter Schnitzer" Sotriffer Christian d. Ä. (1751–1830) vom Hof Ruf in St. Ulrich ausgebildet. Seine Mutter war Maria Anna Runggaldier.
1821 Bewilligte Kaiser Franz I. die Errichtung einer Zeichenschule in St. Ulrich.
Jakob Sotriffer wurde unter vier Bewerbern ausgesucht und nach Wien zur Ausbildung geschickt. Er besuchte dort die Akademie und zugleich "die Werkstätten der Bildhauer, Drechsler, Vergolder und Lackierer".
Bei seiner Ankunft in der Stadt Wien  1822 überreichte er dem Kaiser zwei Bildsäulen aus Alabaster mit einer Immaculata nach Canova und einem Johannes dem Täufer wofür er 300 Gulden erhielt.
Bevor Sotriffer an der Akademie abschloss errang er dort noch den 1. Gundel-Preis.
Am 15. Oktober 1824 beendete Sotriffer seine Ausbildung und am 25. Januar 1825 wurde die erste Grödner Zeichenschule im Haus Steifl in St. Ulrich mit großen Feierlichkeiten eröffnet.
Erst im Jahre 1832 wurde dem Sotriffer auch der Unterricht des Modellieren in Wachs gestattet, wobei jedoch das Zeichnen als Hauptfach galt. Im Unterricht folgten dann  sein Sohn Christian (1835–1908), Johann Burgauner und schließlich Vinzenz Runggaldier-Janon (1839–1892), bis die Schule im Jahre 1890 geschlossen wurde.
1928 vermittelte er dem neugegründeten Tiroler Landesmuseum Ferdinandeum eine Sammlung von 169 Spiezeugstücke und Kleinplastiken von 133 Grödner  Holzschnitzern und 33 Schnitzerinnen.
Sotriffer war Armenfondverwalter der Gemeinde St. Ulrich.
Er heiratete am 27. Oktober 1834 Maria Anna Prinoth.

## Werke
Eine Pietà aus Alabaster und einige Zeichnungen von ihm sind im Museum Gherdëina ausgestellt.
Er schnitzte das Hauptportal der Pfarrkirche St. Ulrich in Gröden (siehe Bild) und Engel für die Pfarrkirche in Brixen.